# It's Always Sunny in Philadelphia
It's Always Sunny in Philadelphia é uma sitcom americana criada por Rob McElhenney e produzida por McElhenney e Glenn Howerton. Estreou na FOX, em 4 de agosto de 2005, e foi movida para o canal FX logo após o terceiro episódio. O programa acompanha a vida de cinco amigos egocêntricos e antissociais que administram um bar irlandês sem muito sucesso chamado Paddy's Pub, na Filadélfia.  
Em 28 de março de 2013, a opção de renovação para uma décima temporada surgiu quando o canal FX anunciou que a série seria movida para um novo canal, o FXX, começando com a nona temporada. No Brasil, a série passou no canal FX e em Portugal no FOX.
Com a estreia de sua 15ª temporada, It's Always Sunny in Philadelphia tornou-se a comédia em live-action mais longa da história da TV norte-americana.

## Sinopse
A série gira em torno de um grupo de cinco amigos depravados, conhecidos na série como "The Gang": os gêmeos Dennis Reynolds (Glenn Howerton) e Deandra "Sweet Dee" Reynolds (Kaitlin Olson), Charlie Kelly (Charlie Day), Ronald "Mac" McDonald (Rob McElhenney), e, a partir da 2ª temporada em diante, Frank Reynolds (Danny DeVito). 
A turma gerencia o Paddy's Pub, um bar irlandês no sul da Filadélfia. Cada membro do grupo mostra diferentes graus de desonestidade, egoísmo, ganância, mesquinhez, ignorância, preguiça e comportamento antiético, além de um talento para se envolverem em atividades controversas. Os episódios geralmente exploram o envolvimento dos amigos em esquemas elaborados, ocasionalmente formando alianças e conspiram contra si e outros para ganho pessoal, vingança, ou simplesmente para o entretenimento de assistir à desgraça uns dos outros.

## Protagonistas
- Rob McElhenney como Ronald "Mac" McDonald – Mac é um dos donos do Paddy's Pub. Ele é amigo de infância de Charlie e conheceu Dennis no ensino médio, mais tarde os dois passam a morar juntos e se tornam melhores amigos. Filho de um traficante condenado, Mac refere-se a si mesmo como o "xerife do Paddy's" aproveitando qualquer oportunidade para demonstrar sua força e golpes de karatê (apesar de não ter realmente qualquer aptidão física nem nunca ter de fato aprendido karatê). Por mais que se esforce para cultivar sua imagem como um cara durão, Mac se revela bastante sensível e inseguro em diversos episódios, se comportando na maior parte do tempo como uma criança crescida. É católico de criação, abertamente contrário ao aborto, casamento gay e evolucionismo e possui questões sexuais não resolvidas, sendo feitas piadas frequentes com sua possível homossexualidade e estranho interesse por mulheres mais velhas. Mac chega a se assumir gay em vários episódios em temporadas mais antigas, normalmente voltando atrás logo depois. Ele sai oficialmente do armário na décima-segunda temporada. A partir da sétima temporada Mac ganha muito peso, ganhando o apelido de "Fat Mac", na temporada seguinte (no entanto, ele emagrece subitamente). O caso foi uma iniciativa do ator Rob McElhenney, para brincar com o fato de que nas sitcoms tradicionais os anos passam mas os protagonistas sempre se mantém inexplicavelmente jovens e bonitos.
- Charlie Day como Charlie Kelly –Charlie costumava ser um dos donos do Paddy's mas preferiu trocar sua parte no contrato por "bens e serviços", metade de um sanduíche e outras compensações pouco favoráveis, assumindo o posto de zelador. É amigo de infância de Mac, estudou com Dennis e Dee no ensino médio e a partir da segunda temporada se torna colega de quarto de Frank, possivelmente seu pai biológico. Insano, idiota, imprevisível, semianalfabeto, anti-higiênico, viciado em cola e alcoólatra compulsivo, é ele quem faz praticamente todo o trabalho prático no bar, apelidado de "trabalho do Charlie": desde limpar os banheiros até consertar a energia elétrica. Ao contrário do resto da gangue, Charlie possui alguma noção de ética distorcida e de vez em quando tenta fazer a coisa certa mas sua natureza destrutiva e total falta de noção da realidade o tornam facilmente o personagem mais caótico. Possui uma paixão obsessiva pela garçonete do café que a gangue frequenta, bolando todo tipo de plano absurdo para convence-la a sair com ele mas sempre falhando. Apesar da sua incapacidade de colocar isso em prática Charlie possui  um inesperado talento musical, tendo composto canções bastante queridas pelos fãs e chegando até mesmo a escrever um musical no episódio The Nightman Cometh apenas para impressionar a Garçonete.
- Glenn Howerton como Dennis Reynolds – Dono do Paddy's junto com Mac, Dennis e sua irmã gêmea Dee foram criados pelo milionário libertino Frank, oque claramente teve grande influência na personalidade dos dois. Dennis possui uma imagem completamente distorcida sobre si próprio, ele acredita ser, nas palavras do próprio, um "Deus Dourado", um homem genial e fisicamente irresistivel que nasceu destinado á grandeza e é capaz de cometer qualquer atrocidade contra quem ousar questiona-lo. No início da série Dennis parece ser apenas tão insociavel quanto o resto da Gangue mas a medida que as temporadas vão passando ele se revela um verdadeiro sociopata, obcecado por alimentar o próprio ego. Ao contrário dos outros protagonistas, Dennis tem uma vida sexual bastante ativa e se relaciona com várias mulheres ao longo da série, as quais afirma conquistar através de seu moralmente questionável Método D.E.N.N.I.S que consiste dentre outras etapas em perseguição, ameaça e mentira. Frequentemente se gaba da sua formação em psicologia na Universidade da Pennsylvania, mais tarde é revelado que ele abandonou o curso no primeiro semestre.
- Kaitlin Olson como Deandra "Sweet Dee" Reynolds – Irmã gêmea de Dennis e filha de criação de Frank, Sweet Dee é a garçonete e bartender do Paddy's. Á primeira vista pode parecer uma pessoa razoável, vítima das loucuras dos amigos, mas ao longo da série sua personalidade vingativa e auto-destrutiva vai se revelando. Sonha em se tornar uma grande atriz e investe boa parte de seu salário na carreira teatral mas suas tentativas de stand-ups são um desastre e todos os personagens cômicos que ela cria tendem a ser estereótipos desconfortáveis. Frequentemente ignorada ou deixada de lado pelo resto da gangue, que costumam comparar sua aparência á de um "pássaro", Dee sempre bola uma estratégia para dar a volta por cima e provar seu valor mas sempre fracassa. Ela se envolve em alguns relacionamentos ao longo da série mas a falta de qualquer limite ético transforma sua vida amorosa em uma tragédia. No ensino médio Dee sofria bullyng por causa da sua cinta ortopédica, que lhe rendeu o apelido de "o Monstro de Alumínio".
- Danny DeVito como Frank Reynolds – Introduzido na segunda temporada, Frank costumava ser casado com a mãe de Dennis e Dee, tendo criado os gêmeos. Mais tarde é revelado que ele não é de fato pai biológico dos dois. Libertino, excêntrico, ganancioso, inconsequente e um manipulador nato, Frank usou seu talento para ascender rapidamente no mundo dos negócios, tornando-se um comerciante de sucesso. Depois de uma crise de meia idade no entanto ele se divorcia e abandona sua fortuna para resgatar a glória de seus antigos dias de juventude. Frank então se muda para o minúsculo e malcheiroso apartamento de Charlie, com quem divide um sofá e o gosto bizarro por passear pelo esgoto, se intoxicar com comida de gato ou se arrastar pelo chão nu no meio da noite. Ele depois compra o terreno do Paddy's Pub, tornando-se inicialmente uma espécie de "mentor" da gangue mas tão ou até mais irresponsável do que os outros, sempre envolvendo a Gangue em seus planos mirabolantes para aumentar a popularidade do bar ou simplesmente conseguir uma transa. Ao longo da vida Frank acumulou uma vasta rede de contatos no submundo, sabendo arranjar qualquer tipo de bizarrice. No passado teve um caso com a mãe de Charlie, o que constantemente levanta suspeitas nunca respondidas sobre este ser seu filho biológico. Frank constantemente faz referência ao seu "duro" período no Vietnã mas nunca realmente participou da Guerra, tendo visitado o país apenas uma vez por uma viagem de negócios.

## Episódios
| Temporada | Temporada | Episódios | Transmissão original                    | Emissora | Lançamento do DVD      | Lançamento do DVD       |
| Temporada | Temporada | Episódios | Transmissão original                    | Emissora | Região 1               | Região 4                |
| --------- | --------- | --------- | --------------------------------------- | -------- | ---------------------- | ----------------------- |
|           | 1         | 7         | 4 de Agosto — 15 de Setembro de 2005    | FX       | 4 de Setembro de 2007  | 2 de Junho de 2009      |
|           | 2         | 10        | 29 de Junho — 17 de Agosto de 2006      | FX       | 4 de Setembro de 2007  | 2 de Junho de 2009      |
|           | 3         | 15        | 13 de Setembro — 15 de Novembro de 2007 | FX       | 9 de Setembro de 2008  | 9 de Março de 2011      |
|           | 4         | 13        | 18 de Setembro — 20 de Novembro de 2008 | FX       | 15 de Setembro de 2009 | 30 de Março de 2011     |
|           | 5         | 13        | 17 de Setembro — 10 de Dezembro de 2009 | FX       | 14 de Setembro de 2010 | 29 de Fevereiro de 2012 |
|           | 6         | 12        | 16 de Setembro — 16 de Dezembro de 2010 | FX       | 13 de Setembro de 2011 | 13 de Março de 2013     |
|           | 7         | 13        | 25 de Setembro — 15 de Dezembro de 2011 | FX       | 9 de Outubro de 2012   |                         |
|           | 8         | 10        | 11 de Outubro — 20 de Dezembro de 2012  | FX       | 3 de Setembro de 2013  |                         |
|           | 9         | 10        | 4 de Setembro — 6 de Novembro de 2013   | FXX      | 2 de Setembro de 2014  |                         |
|           | 10        | 10        | 14 de Janeiro — 18 de Março de 2015     | FXX      | 5 de Janeiro de 2016   |                         |
|           | 11        | 10        | 6 de Janeiro — 9 de Março de 2016       | FXX      | 5 de Janeiro de 2016   |                         |
|           | 12        | 10        | 4 de Janeiro — 8 de Março de 2017       | FXX      | A ser anunciado        |                         |
|           | 13        | 10        | 5 de Setembro — 7 de Novembro de 2018   | FXX      | A ser anunciado        |                         |
|           | 14        | 10        | 25 de Setembro — 27 de Novembro de 2019 | FXX      | A ser anunciado        |                         |

## Recepção da crítica
Em sua primeira temporada, It's Always Sunny in Philadelphia teve recepção geralmente favorável por parte da crítica especializada. Com base de 23 avaliações profissionais, alcançou uma pontuação de 65% no Metacritic. Por votos dos usuários do site, atinge uma nota de 9.0, usada para avaliar a recepção do público.
A série recebeu elogios da crítica. Emily Nussbaum, do The New Yorker, elogiou o programa, chamando-o de "não apenas a melhor sitcom da televisão, mas uma das séries de TV mais atraentes e ambiciosas da atualidade".  Gillian Flynn, da Entertainment Weekly, analisou negativamente a primeira temporada, comentando que "ela é presunçosa o suficiente para pensar que está começando, mas não inteligente o suficiente para saber que não é".  Brian Lowry da Variety deu à primeira temporada uma crítica positiva, dizendo que era "invariavelmente inteligente e, ocasionalmente, um tumulto barulhento, ao mesmo tempo em que satirizava tópicos tabus".  As temporadas posteriores da série receberam avaliações muito positivas sobre o agregado de revisão Metacritic, recebendo 70/100, 78/100 e 85/100 para as temporadas 4, 5 e 6, respectivamente. O show se tornou um sucesso  cult entre os espectadores e é frequentemente comparado em estilo a Seinfeld - particularmente devido à natureza egocêntrica de seus principais personagens. O crítico Jonathan Storm, do Philadelphia Inquirer, escreveu "É como Seinfeld com crack", uma citação que se tornou amplamente usada para descrever a série,  a tal ponto que FX anexou o slogan: "É Seinfeld no crack".
Em 2014, a Entertainment Weekly listou a série em # 7 nos "26 Melhores Séries de TV Cult," com o comentário de que "Se parece ser uma série muito dark para você, considere que há um episódio sobre como fazer meias para gatinhos, e é adorável ". Em 2016, um estudo do New York Times sobre os 50 programas de TV com mais likes no Facebook descobriu que Sunny era "mais popular em cidades universitárias (e mais popular na Filadélfia)".
Em 2015, a Rolling Stone classificou os 20 melhores e mais engraçados episódios de It's Always Sunny in Philadelphia, afirmando que "por 10 temporadas, a série tinha extraído ouro do comportamento execrável dos donos do Paddy's Pub". Eles alegaram que o episódio de duas partes da 4ª temporada, "Mac and Charlie Die", era o melhor episódio da série até o momento.